# Elamena gordonae
Elamena gordonae is een krabbensoort uit de familie van de Hymenosomatidae. De wetenschappelijke naam van de soort is voor het eerst geldig gepubliceerd in 1956 door Monod.